# Даллас Маверікс
«Даллас Маверікс» (часто називають «Мавс») (англ. Dallas Mavericks) — професіональна баскетбольна команда, заснована 1980 року в місті Даллас у штаті Техас. Команда є членом Південно-західного дивізіону Західної конференції Національної баскетбольної асоціації.
Згідно з наведеними даними журналу «Форбс» у 2013 році, «Даллас Маверікс» розмістилися на 5-й сходинці найдорожчих баскетбольних команд у Сполучених Штатах Америки, з оцінною вартістю приблизно $685 млн; дорожчими виявилися тільки Нью-Йорк Нікс, Лос-Анджелес Лейкерс, Чикаго Буллз і Бостон Селтікс.
Починаючи зі свого першого сезону 1980-81, «Маверікс» були чемпіонами дивізіону чотири рази(1987, 2007, 2010, 2021), чемпіонами конференції двічі (2006, 2011) та чемпіонами НБА (2011).

## Історія
У 1979 році бізнесмен Дон Картер і його компаньйон Норм Сон'ю спитали дозволу привезти команду НБА до Далласа (штат Техас). Останньою професійною баскетбольною командою в Далласі була «Даллас Чапарралс» (Dallas Chaparrals), яка виступала в Баскетбольній асоціації Америки і переїхала до Сан-Антоніо 1973 року з новою назвою «Сан-Антоніо Сперс».
На Матчі всіх зірок НБА 1980 року власники ліги проголосували за прийняття нової команди з назвою, запозиченою з вестерн-серіалу 1957—1962 років «Маверік». Назву обрали вболівальники, надіславши 4600 листівок. Джеймс Гарнер, який виконував роль Маверіка, був одним із власників команди. Є також інша версія походження назви, оскільки в той час Техаський університет в Арлінгтоні також використовував псевдонім Маверік.
Команда приєдналася до Середньо-Західного дивізіону Західної конференції, що зумовило перебудову дивізіонів Середньо-Західного і Центрального, залишаючись у ньому до сезону 2004–05, коли ліга запровадила 6 дивізіонів. Тоді команда була розподілена в Південно-Західний дивізіон. Дік Мота, який привів «Вашингтон Булетс» до чемпіонства НБА в сезоні 1977–78, був першим головним тренером команди. Він мав репутацію прихильника дисципліни й був відомим наставником.
Кікі Вандевіж з баскетбольної команди Каліфорнійського університету в Лос-Анджелесі був обраний командою «Маверікс» під 11 номером у драфті 1980 року, але він відмовився грати як резервіст і залишався в команді ще майже місяць. Потім його обміняли в команду «Денвер Наггетс», разом з вибором у першому раунді драфту 1981 року, у відповідь на майбутні два вибори в першому раунді драфту, на які було обрано Роланда Блекмена (1981) й Сема Перкінса (1984).
У 1980-х роках «Маверікс» були сильною командою в умовах висококонкурентної Західної конференції. На чолі з Марком Агуерро, Бредом Девісом, Роландом Блекменом, Дереком Харпером, Семом Перкінсом і Детліфом Шемфом, «Маверікс» виходила до плей-оф шість разів у період 1983—1990 років, посіла перше місце в дивізіоні в сезоні 1986-87 та досягла фіналу Західної конференції 1988 року. Однак «Мавс» не змогла пройти далі у плей-оф, коли в ті часи домінувала команда «Лос-Анджелес Лейкерс».
Період 1990-х для «Маверікс» відомий як «темний вік». Вони не досягали плей-оф з 1991 по 2000 рік, залишаючись на дні турнірної таблиці з показником 11 виграних і 71 програних матчів (11-79) у сезоні 1992—93 і 13-69 наступного сезону. Падіння показників пояснювали подіями як на ігровому майданчику, так і поза ним, особливо проблемами Роя Тарплі з наркотиками, через які йому заборонили грати в НБА, травмами і впливом колишнього тренера Квіна Бакнера. Середина 1990-х позначилася позитивними моментами для «Мавс» у вигляді «трьох Д»: Джейсон Кідд, Джим Джексон та Джамал Машберн. Кідд став найвідомішим із трійки, вигравши Нагороду новачка року НБА (разом із Грантом Хіллом) у сезоні 1994-95 і ставши багаторічним учасником матчу всіх зірок НБА.

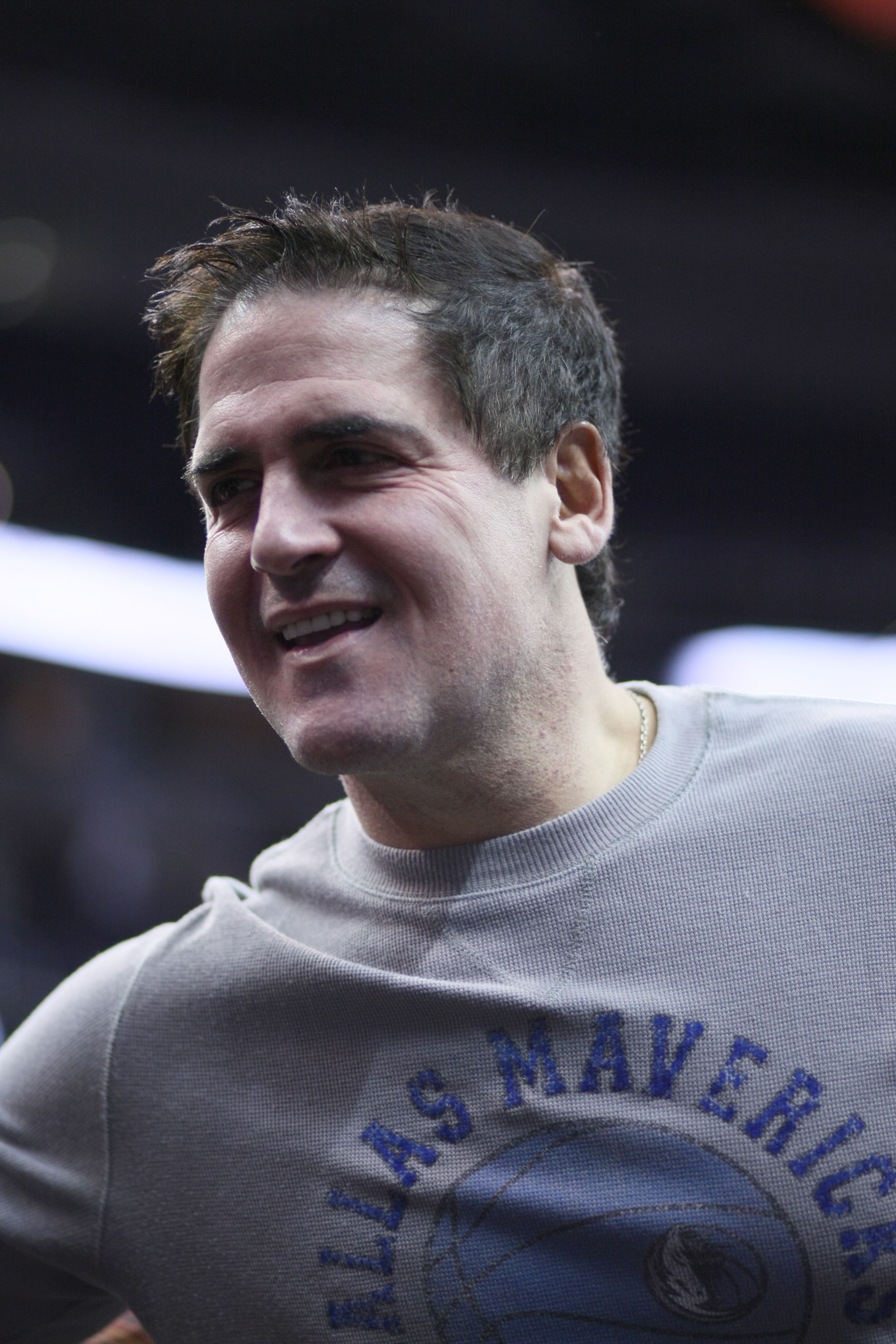
Інтернет-підприємець Марк К'юбан купив Маверікс у січні 2000 року

Для «Маверікс» найкращі часи почалися в період 2000-х на чолі з новою «великою трійкою»: Дірком Новіцкі, Майклом Фінлі та Стівом Нешом. З новим власником Марком К'юбаном і головним тренером Донні Нельсоном команда повернулася до плей-оф у сезоні 2001 року, пробилася до фіналу конференції 2003-го. Але команда «Сан-Антоніо Сперс» весь час завдавала «Маверікс» поразки, ставши її головними суперником. «Велика трійка» поступово розпалася з поверненням Неша до «Фінікс Санз» у сезоні 2004-05 і переходом Фінлі до «Сперс» у сезоні 2005-06. Новіцкі став лідером команди й разом з головним тренером Евері Джонсоном команда вперше досягла фіналу НБА 2006 року, на шляху до фіналу здолавши «Сперс» і «Санс» на чолі з Стівом Нешом. У фіналі, вигравши перші дві гри у «Маямі Гіт», «Мавс» поступилися в наступних чотирьох й чемпіонами стали «Гіт».
Найкращий сезон за свою історію «Мавс» провели в сезоні 2006-07, вигравши 67 матчів. Попри здобуту Новіцкі нагороду Найціннішого гравця НБА, «Маверікс» програли в плей-оф 2007 року команді «Голден-Стейт Ворріорс», очолюваній Доном Нельсоном. Кідд повернувся до команди в сезоні 2007-08, тоді ж у «Мавс» з'явився новий головний тренер — Рік Карлайл.
На початку сезону 2010 року в команді залишалися Новіцкі, Кідд та Джейсон Террі, а також гравці Шон Меріон, Тайсон Чендлер, Хосе Хуан Бареа та Керон Батлер. Команда пробилася до фіналу НБА в 2011 році після 57 перемог у регулярному чемпіонаті, 6-матчевого 1-го раунду плей-оф проти «Портленд Трейл-Блейзерс», розбивши чемпіона останніх двох років «Лейкерс» у півфіналі Західної конференції (не програли їм жодного матчу), а також здолавши в Оклахома-Сіті «Тандер» у фіналі конференції, програвши лише 1 матч з 5. Потрапивши до фіналу вдруге за свою історію, «Маверікс» дістали нагоду взяти реванш у команди «Маямі Гіт» за програний фінал 2006 року.
У 2011-му «Маверікс» здолали «Маямі Гіт», вигравши 4 і програвши 2 матчі. Таким чином «Мавс» уперше в своїй історії стали чемпіонами НБА. Дірк Новіцкі здобув нагороду Найціннішого гравця Фіналу НБА.
«Маверікс» вигравали 50 і більше ігор регулярного сезону 11 сезонів поспіль, починаючи з 2001 року.

## Форма
| 1980–2001 д | 1980–81 в | 1981–93 в | 1993–2001 в | 2003–04 з | 2001–10 в |

Протягом свого дебютного сезону 1980-81 кольори виїзної форми «Маверікс» були темно-сині з зеленим і білим оздобленням, але наступного сезону зелений і синій кольори помінялися місцями, в результаті зелений колір став основним для виїзних ігор до початку 1990-х. Однак у сезоні 1992–93 кольори знову помінялися місцями: схема кольорів стала така сама, як і в дебютному сезоні, з невеликими змінами в написі «Даллас». Цей дизайн використовувався до 2001 року. У 1980—2001 роках домашня біла форма мала синій напис «Маверікс» з білим і зеленим оздобленням, а також з невеликими змінами напису «Маверікс» протягом 1990-х. Виїзна форма 1980-х була відроджена в сезоні 2004-05 як частина святкування 25-річчя участі в НБА. Однак, незважаючи на відроджену форму 1980-х, схема напису номера запозичена з форми 1990-х.
У сезоні 2001-02 «Маверікс» кардинально оновили свій логотип і форму, разом з новою, натхненною командою НФЛ «Даллас Ковбойс», схемою кольорів, що складалася з темно-синього, синього та срібного кольорів. Нова форма мала напис «Даллас» як на домашній, так і на виїзній формах. На домашній формі напис був темно-синього кольору на грудях і номер синього кольору зі срібним оздобленням, тоді як виїзна форма мала напис білого кольору і номер срібного кольору з білим оздобленням.
У сезоні 2003–04 дебютувала альтернативна форма «Маверікс» блискучого срібного кольору з написом «Маверікс» білого кольору й синім обрамленням, номер був синього кольору. Однак ця форма не набула популярності в уболівальників, які глузливо називали її «мішки для сміття», тому вона була скасована після лише однієї гри (з «Лос-Анджелес Лейкерс» 28 жовтня 2003 року).
У сезоні 2004–05 «Маверікс» представили альтернативну форму зеленого кольору, схожу на форму 1980-х. Її розробив репер Шон «Пи Дідді» Комбс із написом «Мавс» білого кольору на лицьовій стороні футболки з блакитним обрамленням, номер був срібного кольору з білим обрамленням над написом на лівому боці грудей.
21 вересня 2009 року «Маверікс» презентували нову альтернативну форму темно-синього кольору з написом «Мавс», замінивши попередню — зелену. Ця ж форма використовувалася для просування бренду серед латиноамериканської спільноти й мала напис «Лос Мавс».
19 серпня 2010 року «Маверікс» презентували ще одну зміну своєї виїзної форми — основним кольором став темно-синій з написом «Даллас» блакитного кольору і срібного кольору номерами в білому обрамленні. Альтернативна форма була відмінена. Однак форма «Лос Мавс» залишилася, незважаючи на зміни, але востаннє використовувалася для латиноамериканських заходів.
13 грудня 2011 року «Маверікс» презентували альтернативну форму на основі останньої, що використовувалася в сезоні 2009—10, але основним кольором став блакитний, а номер розмістився під написом «Мавс».

## Головні тренери

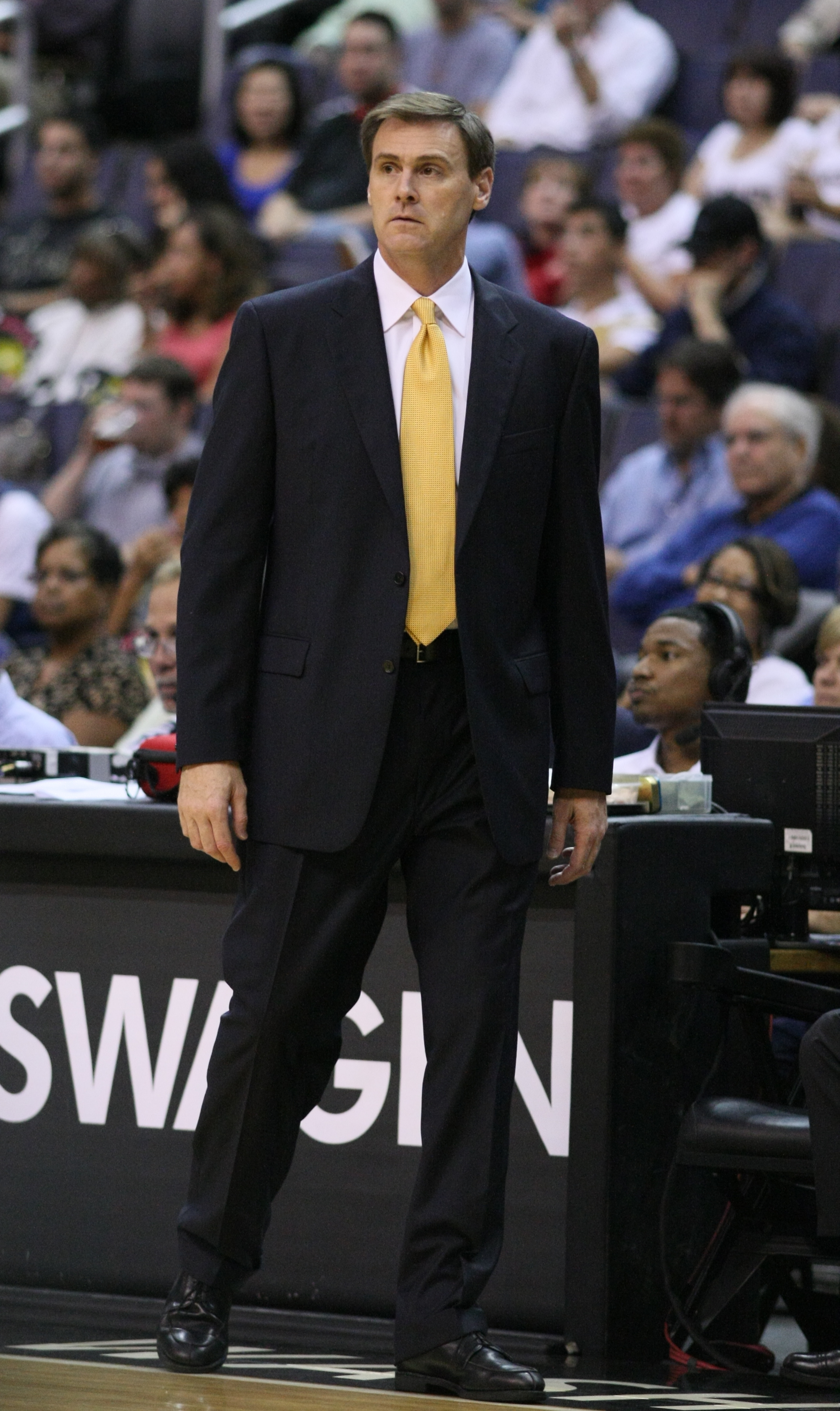
Рік Карлайл, головний тренер з 2008 року.

За всю свою історію «Маверікс» очолювало 9 головних тренерів. Першим був Дік Мотта, який був двічі тренером і очолював «Мавс» 9 сезонів. Він рекордсмен серед усіх тренерів команди за проведеними матчами — 738. Дон Нельсон, батько Донні Нельсона, є рекордсменом з виграних матчів за регулярний сезон — 339. Евері Джонсон — рекордсмен з проведених матчів у плей-оф — 47, а також з перемог у плей-оф — 23, включаючи рекорд з найвищого відсотку виграних матчів за сезон — 73,5 %. Нельсон був названий одним з десяти найвидатніших тренерів у історії НБА. Джонсон став першим тренером, який виграв з командою Західну конференцію, програвши в фіналі 2006 року команді «Маямі Гіт». Джонсон також єдиний тренер «Маверікс», який виграв нагороду тренера року НБА, здобувши її в сезоні 2005–06. Квін Бакнер і Джим Клемонс провели всю свою тренерську кар'єру в «Маверікс». Лише Дон Нельсон був обраний до списку членів Баскетбольного залу слави тренерів.Рік Карлайл став головним тренером «Маверікс» 2008-го і привів команду до першого чемпіонства за всю історію її існування в 2011 році, вигравши в «Маямі Гіт» і взявши таким чином реванш за поразку команди в фіналі 2006-го.

## Домашні стадіони
- Реюніон Арена (1980—2001)

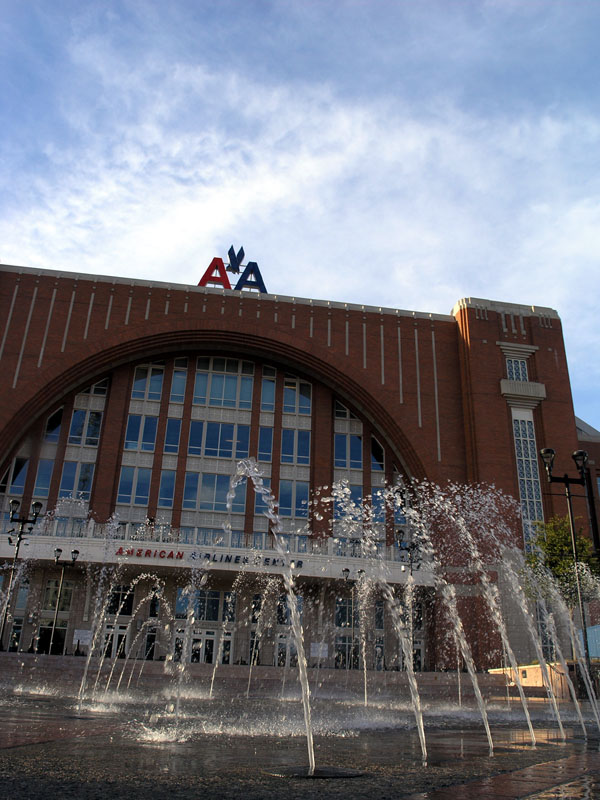
Маверікс почали виступати в Амерікан-Ерлайнс-центр з 2001 року.

- Моді Колізей (1984 гра 5-та першого раунду)
- Амерікан-Ерлайнс-центр (2001–понині)

## Склад Команди

### Закріплені номери
| Закріпленні номери в Даллас Маверікс |                 |         |              |
| N°                                   | Гравець         | Позиція | Роки виступу |
| 15                                   | Бред Девіс      | З       | 1980–92      |
| 22                                   | Роландо Блекмен | З       | 1981–92      |

### Баскетбольний Зал Слави
- 2 Алекс Інгліш, форвард, 1990–91
- 4 Едріан Дентлі, форвард, 1989–90
- 70 Денніс Родман, форвард, 2000
- Дон Нельсон, тренер, 1997-05

## Індивідуальні нагороди
| Найцінніший гравець НБА - Дірк Новіцкі — 2007 Найцінніший гравець Фіналу НБА - Дірк Новіцкі — 2011 Найкращий шостий гравець НБА - Рой Тарплі — 1988 - Антуан Джеймісон — 2004 - Джейсон Террі — 2009 Новачок року НБА - Джейсон Кідд — 1995 Тренер року НБА - Ейвері Джонсон — 2006 | Перша збірна всіх зірок НБА - Дірк Новіцкі — 2005, 2006, 2007, 2009 Друга збірна всіх зірок НБА - Дірк Новіцкі — 2002, 2003, 2008, 2010, 2011 Третя збірна всіх зірок НБА - Дірк Новіцкі — 2001, 2004 - Стів Неш — 2002, 2003 Друга збірна всіх зірок захисту НБА - Дерек Харпер — 1987, 1990 - Тайсон Чендлер — 2011 | Перша збірна новачків НБА - Джей Вінсент — 1982 - Сем Перкінс — 1985 - Рой Тарплі — 1987 - Джамал Мешберн — 1994 - Джейсон Кідд — 1995 Друга збірна новачків НБА - Кортні Александер — 2001 - Джош Говард — 2004 - Маркіз Деніелс — 2004 Приз за спортивну поведінку НБА - Джейсон Кідд — 2012 |

### Учасники Збірних всіх зірок НБА

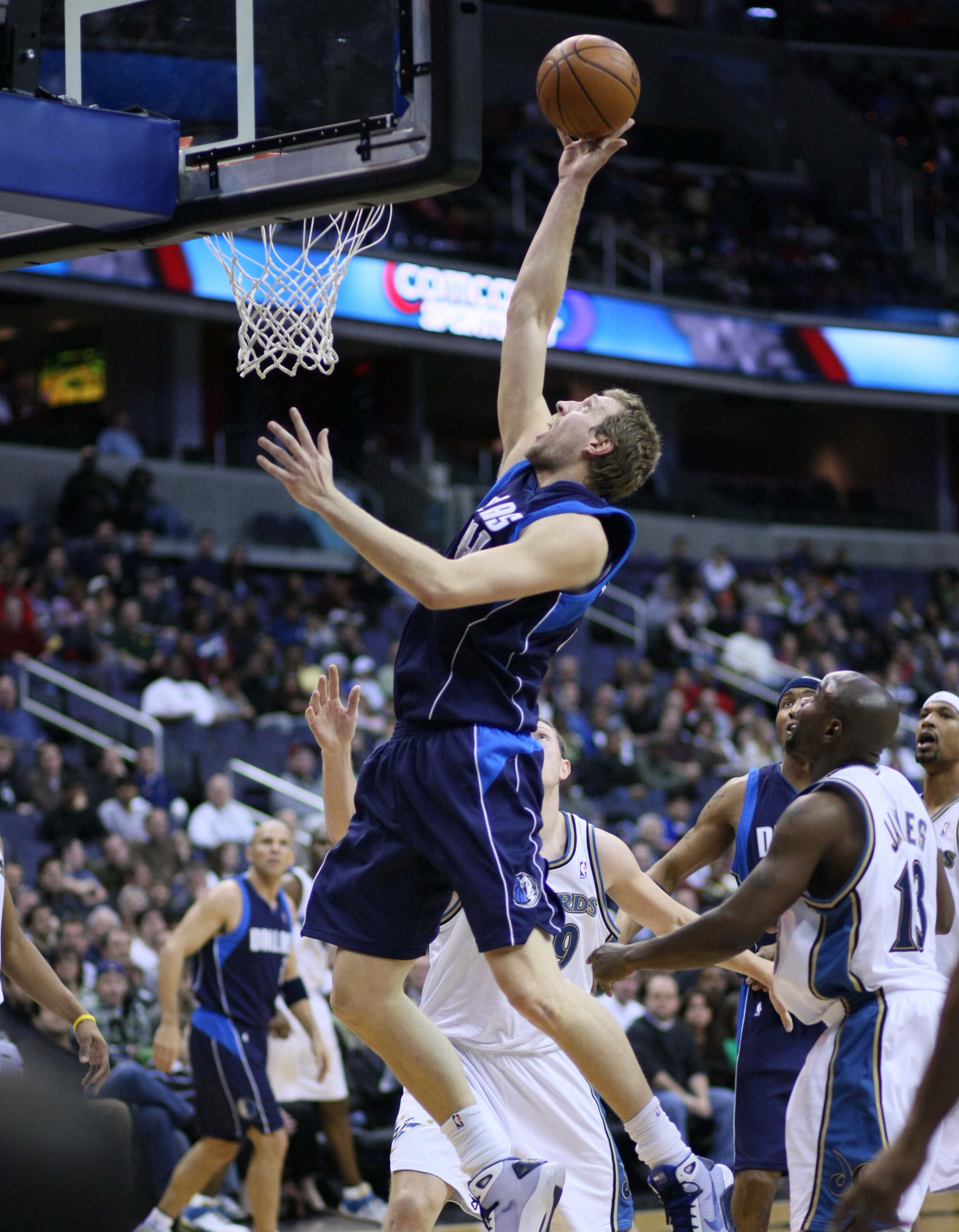
Дірк Новіцкі обирався в збірні всіх зірок НБА 11 разів.

- Марк Агуірр — 1984, 1987, 1988
- Роландо Блекмен — 1985, 1986, 1987, 1990
- Джеймс Дональдсон — 1988
- Джейсон Кідд — 1996, 2010
- Кріс Гатлінг — 1997
- Майкл Фінлі — 2000, 2001
- Дон Нельсон — 2002 (Тренер)
- Дірк Новіцкі — 2002, 2003, 2004, 2005, 2006, 2007, 2008, 2009, 2010, 2011, 2012
- Стів Неш — 2002, 2003
- Евері Джонсон — 2006 (Тренер)
- Джош Говард — 2007

## Статистика
В = Перемоги, П = Поразки, П% = Відсоток виграних матчів
| Сезон   | В     | П     | П%   | Плейоф                                                                                                  | Результати                                                                      |
| ------- | ----- | ----- | ---- | --- | ------------------------------------------------------------------------------- |
| 1980-81 | 15    | 67    | .183 | |                                                                                 |
| 1981-82 | 28    | 54    | .341 | |                                                                                 |
| 1982-83 | 38    | 44    | .463 | |                                                                                 |
| 1983-84 | 43    | 39    | .524 | Виграли в першому раунді Програли в півфіналі конференції                                               | Даллас 3, Сієтл 2 Лос-Анджелес 4, Даллас 1                                      |
| 1984-85 | 44    | 38    | .537 | Програли в першому раунді                                                                               | Портленд 3, Даллас 1                                                            |
| 1985-86 | 44    | 38    | .537 | Виграли в першому раунді Програли в півфіналі конференції                                               | Даллас 3, Юта 1 Лос-Анджелес 4, Даллас 2                                        |
| 1986-87 | 55    | 27    | .671 | Програли в першому раунді                                                                               | Сієтл 3, Даллас 1                                                               |
| 1987-88 | 53    | 29    | .646 | Виграли в першому раунді Виграли в півфіналі конференції Програли в фіналі конференції                  | Даллас 3, Х'юстон 1 Даллас 4, Денвер Наггетс 2 Лос-Анджелес 4, Даллас 3         |
| 1988-89 | 38    | 44    | .463 | |                                                                                 |
| 1989-90 | 47    | 35    | .573 | Програли в першому раунді                                                                               | Портленд 3, Даллас 0                                                            |
| 1990-91 | 28    | 54    | .341 | |                                                                                 |
| 1991-92 | 22    | 60    | .268 | |                                                                                 |
| 1992-93 | 11    | 71    | .134 | |                                                                                 |
| 1993-94 | 13    | 69    | .159 | |                                                                                 |
| 1994-95 | 36    | 46    | .439 | |                                                                                 |
| 1995-96 | 26    | 56    | .317 | |                                                                                 |
| 1996-97 | 24    | 58    | .293 | |                                                                                 |
| 1997-98 | 20    | 62    | .244 | |                                                                                 |
| 1998-99 | 14    | 36    | .280 | |                                                                                 |
| 1999-00 | 40    | 42    | .488 | |                                                                                 |
| 2000-01 | 53    | 29    | .646 | Виграли в першому раунді Програли в півфіналі конференції                                               | Даллас 3, Юта 2 Сан-Антоніо 4, Даллас 1                                         |
| 2001-02 | 57    | 25    | .695 | Виграли в першому раунді Програли в півфіналі конференції                                               | Даллас 3, Міннесота 0 Кінґс 4, Даллас 1                                         |
| 2002-03 | 60    | 22    | .732 | Виграли в першому раунді Виграли в півфіналі конференції Програли в фіналі конференції                  | Даллас 4, Портленд 3 Даллас 4, Кінґс 3 Сан-Антоніо 4, Даллас 2                  |
| 2003-04 | 52    | 30    | .634 | Програли в першому раунді                                                                               | Кінґс 4, Даллас 1                                                               |
| 2004-05 | 58    | 24    | .707 | Виграли в першому раунді Програли в півфіналі конференції                                               | Даллас 4, Х'юстон 3 Фінікс 4, Даллас 2                                          |
| 2005-06 | 60    | 22    | .732 | Виграли в першому раунді Виграли в півфіналі конференції Виграли в фіналі конференції Програли в фіналі | Даллас 4, Мемфіс 0 Даллас 4, Сан-Антоніо 3 Даллас 4, Фінікс 2 Маямі 4, Даллас 2 |
| 2006-07 | 67    | 15    | .817 | Програли в першому раунді                                                                               | Голден Стейт 4, Даллас 2                                                        |
| 2007-08 | 51    | 31    | .622 | Програли в першому раунді                                                                               | Нью-Орлінс 4, Даллас 1                                                          |
| 2008-09 | 50    | 32    | .610 | Виграли в першому раунді Програли в півфіналі конференції                                               | Даллас 4, Сан-Антоніо 1 Денвер 4, Даллас 1                                      |
| 2009-10 | 50    | 32    | .610 | Програли в першому раунді                                                                               | Сан-Антоніо 4, Даллас 2                                                         |
| 2010-11 | 60    | 22    | .732 | Виграли в першому раунді Виграли в півфіналі конференції Виграли в фіналі конференції Виграли в фіналі  | Даллас 4, Портленд 2 Даллас 4, Лейкерс 0 Даллас 4, Оклахома 1 Даллас 4, Маямі 2 |
| 2011-12 | 36    | 30    | .545 | Програли в першому раунді                                                                               | Оклахома 4, Даллас 0                                                            |
| 2012-13 | 41    | 41    | .500 | |                                                                                 |
| Всього  | 1,341 | 1,317 | .505 | |                                                                                 |
| Плейоф  | 86    | 93    | .480 | |                                                                                 |